# 維諾赫拉迪夫區

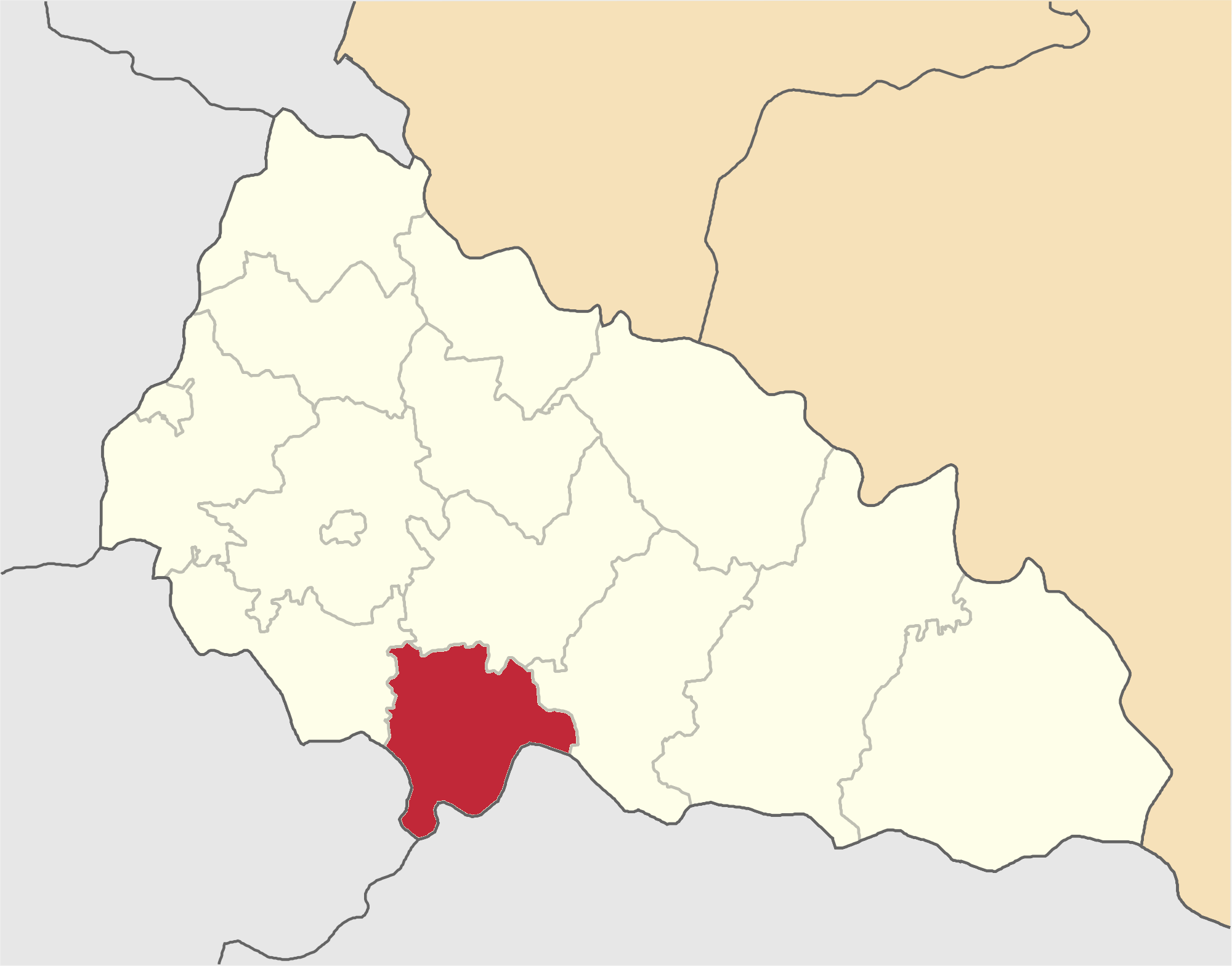

维诺赫拉迪夫區（烏克蘭語：Виноградівський район），曾是烏克蘭西部外喀爾巴阡州的一個區，行政中心設於维诺赫拉迪夫，面積697平方公里，2015年人口120,892，人口密度每平方公里170.5人。
2020年7月18日乌克兰施行了行政区划改革，外喀爾巴阡州的区份数量减至6个，维诺赫拉迪夫區合并至贝雷霍韋區。